# 창작의 신 : 국민 작곡가의 탄생
《창작의 신 : 국민 작곡가의 탄생》은 MBC every1, MBC Music에서 2018년 11월 25일부터 2019년 1월 27일까지 방송되었던 TV 프로그램이다. 우승자에게는 유명 아티스트와의 콜라보, 뮤비 제작 지원 기회가 주어진다.

## 사전 면접
600여 명의 지원자들 중 60명을 선발했다.

## 1차 오디션
- 특별 심사위원 : 신현희

참가자가 직접 90초 간 자신의 곡을 불러야 한다. 90초 안에 심사위원 전원이 합격을 누르지 않으면 탈락한다. 총 26명이 합격했다.
- 탈락자 : 은수(前 마이틴 소속), 피오(이수인)(PARAN 소속), 충완, 케빈(모노그램 소속) 등 34명

## 2차 오디션
블라인드 미션으로 심사위원들이 26인의 곡을 작곡가를 모르는 상태에서 듣고 점수를 매긴다. 국민 심사위원 점수까지 합산하여 순위를 매겨 상위 20명이 합격한다. 상위 10명의 곡은 음원으로 발매되고, 하위 6명은 탈락한다.
- 1위 : PERC%NT
- 탈락자 (높은 순위부터) : 초고추정(정일호), 박송이, Yoon Lip(윤소영), 오세준, The VANE(채보훈), Bibii(김홍걸)

## 3차 오디션
- 특별 심사위원 : 제이미

1대 1 미션으로 승자만 합격한다.
9명만이 다음 라운드에 진출한 것으로 보아 Jay Lee(이재현)는 합격 후 하차한 것으로 보인다.
- 1위 : Bir$day(김성호), 유명한, 옐라디 (이상 5대 0으로 승리)
- 탈락자 : 임환백, 어몽(엄홍석), 목요커(권경환) (이상 2대 3으로 탈락), KxxHz(김민주), 서재원, 김석원 (이상 1대 4로 탈락), Robbin(박상빈), PERC%NT, 유용민 (이상 0대 5로 탈락), 이형근 (방영되지 않음)

## 4차 오디션
가수와의 콜라보 미션이다. 심사위원 점수와 국민 심사위원 투표로 5명만 합격한다. 4위를 차지한 에이노(노윤호)의 기권으로 6위 DEX(이상훈)가 추가로 합격했다.
- 1위 : 세오(임서영)
- 탈락자 (높은 순위부터) : 에이노(노윤호), 박종혁, 유명한, Bir$day(김성호)

## 5차 오디션
- 특별 심사위원 : 핫펠트

블라인드로 진행되었으며, 편곡 미션에서 2명을 탈락시킨 뒤, 자작곡 미션에서 최종 우승자를 가린다.
- 편곡 미션 1위 : 옐라디
- 편곡 미션 탈락자 : 대니엘(이정환)(최종 4위), 스웨이디(최종 5위)

이어진 자작곡 미션 결과 심사위원 점수에서 1위를 기록했던 옐라디가 최종 우승자가 되었다. 세오(임서영)가 준우승을 차지하였으며, DEX(이상훈)가 3위를 기록했다.

## 최종 결과
| 순위        | 이름             | 본명   | 소속사                   | 소속그룹                                                                  |
| ----------- | ---------------- | ------ | ------------------------ | ------------------------------------------------------------------------- |
| 1위         | 옐라디           | 김영민 | 前그랜드라인             | vyve, TATY                                                                |
| Top3(2위)   | 세오             | 임서영 | 재미난생각               |                                                                           |
| Top3(3위)   | DEX              | 이상훈 | 페임, 前플레이그라운드   | DIVINE MOVE, 더블 T.O.V, 前딕키즈                                         |
| Top5(4위)   | 대니엘           | 이정환 | Poetry                   | 포에트리                                                                  |
| Top5(5위)   | 스웨이디         | 송석현 | 하이라이트               | Green Club, Fight 2 Life                                                  |
| Top9(6위)   | 에이노           | 노윤호 | ATEAM, 前스타쉽          | VAV                                                                       |
| Top9(7위)   | LEO              | 박종혁 |                          |                                                                           |
| Top9(8위)   |                  | 유명한 |                          |                                                                           |
| Top9(9위)   | Bir$day          | 김성호 |                          |                                                                           |
| Top10       | Jay Lee          | 이재현 |                          |                                                                           |
| Top20       |                  | 임환백 |                          | 서울상경음악단                                                            |
| Top20       | 어몽             | 엄홍석 |                          | 연애흥신소                                                                |
| Top20       |                  | 권경환 |                          | 목요커                                                                    |
| Top20       | KxxHz, 前펄케이  | 김민주 | 앤트웍스                 | 펄케이플래닛                                                              |
| Top20       |                  | 서재원 |                          |                                                                           |
| Top20       |                  | 김석원 |                          |                                                                           |
| Top20       | 로빈             | 박상빈 |                          | 로빈이 토끼란 사실을 알고 있었나                                          |
| Top20       | PERC%NT          | 변영수 | 미스틱                   |                                                                           |
| Top20       |                  | 유용민 | 뉴에라프로젝트, 前미스틱 | OPNRN                                                                     |
| Top20       |                  | 이형근 |                          |                                                                           |
| Top26(21위) | 초칠리, 초고추정 | 정일호 | 이앤씨                   | 오빠딸                                                                    |
| Top26(22위) |                  | 박송이 |                          |                                                                           |
| Top26(23위) | 윤립             | 윤소영 | JMJ, 前모던              | 이층버스                                                                  |
| Top26(24위) |                  | 오세준 |                          |                                                                           |
| Top26(25위) |                  | 채보훈 | 애플잼                   | 더베인, 퍼플레인                                                          |
| Top26(26위) | 까망고양이 비비  | 김홍걸 |                          |                                                                           |
| Top60       |                  | 권지영 |                          | 前서울팝스오케스트라, 前오르겔탄츠, 前모니, 前투스토리, 前단편선과 선원들 |
| Top60       |                  | 김동수 |                          |                                                                           |
| Top60       |                  | 김망년 |                          |                                                                           |
| Top60       | 김프로           | 김상태 |                          | 옆집아저씨, TKR                                                           |
| Top60       |                  | 노은아 |                          |                                                                           |
| Top60       |                  | 박성현 |                          |                                                                           |
| Top60       |                  | 박예찬 |                          |                                                                           |
| Top60       | Vlad of Ape X    | 배현민 |                          | 수학시간                                                                  |
| Top60       | 애쉬             | 안성훈 |                          | 루디스텔로, 애니멀다이버스, 슈가 도넛                                     |
| Top60       |                  | 유근용 |                          |                                                                           |
| Top60       |                  | 유치연 |                          |                                                                           |
| Top60       | 은수             | 최은수 | 前뮤직웍스, 前뉴플래닛   | 前마이틴, 前NPI                                                           |
| Top60       |                  | 이상엽 |                          |                                                                           |
| Top60       | 가가             | 이수빈 | 前NOS                    | 前지구                                                                    |
| Top60       | 수인, 前피오     | 이수인 | 前NH                     | 파란, 前파란더페이스, 前소울라티도                                        |
| Top60       | 성현             | 임성현 | 루체                     | 더 히든                                                                   |
| Top60       | 산가쿠           | 정상각 |                          |                                                                           |
| Top60       |                  | 정승수 |                          | 정승수 밴드                                                               |
| Top60       |                  | 조동희 |                          |                                                                           |
| Top60       |                  | 조아영 |                          |                                                                           |
| Top60       |                  | 조영주 |                          |                                                                           |
| Top60       |                  | 주현우 |                          |                                                                           |
| Top60       |                  | 최영호 |                          |                                                                           |
| Top60       | 충완             | 홍충완 | 봄                       | 前언더독                                                                  |
| Top60       | 케빈             | 최용섭 | 싸이더스HQ               | 모노그램                                                                  |
| Top60       | Soup             |        |                          |                                                                           |
| Top60       | ?                |        |                          |                                                                           |
| Top60       | ?                |        |                          |                                                                           |
| Top60       | ?                |        |                          |                                                                           |
| Top60       | ?                |        |                          |                                                                           |
| Top60       | ?                |        |                          |                                                                           |
| Top60       | ?                |        |                          |                                                                           |
| Top60       | ?                |        |                          |                                                                           |
| Top60       | ?                |        |                          |                                                                           |